# 9573 Matsumotomas
9573 Matsumotomas (1988 UC) là một tiểu hành tinh vành đai chính được phát hiện ngày 16 tháng 10 năm 1988 bởi K. Endate và K. Watanabe ở Kitami.